# تپه قلعه لان
تپه قلعه لان مربوط به دوره اشکانیان - دوره ساسانیان - صدر اسلام است و در شهرستان قروه، بخش ئیلاق، دهستان ییلاق شمالی، ۵۰۰ متری شمال شرقی روستای تیلکو واقع شده و این اثر در تاریخ ۶ اسفند ۱۳۸۵ با شمارهٔ ثبت ۱۷۴۴۵ به‌عنوان یکی از آثار ملی ایران به ثبت رسیده است.